# Eretmocerus
Eretmocerus är ett släkte av steklar som beskrevs av Samuel Stehman Haldeman 1850. Eretmocerus ingår i familjen växtlussteklar.

## Dottertaxa tillEretmocerus, i alfabetisk ordning[1][2]
- Eretmocerus adustiscutum
- Eretmocerus aleurolobi
- Eretmocerus aleyrodiphagus
- Eretmocerus australis
- Eretmocerus bisetae
- Eretmocerus breviclavus
- Eretmocerus cadabae
- Eretmocerus californicus
- Eretmocerus clauseni
- Eretmocerus corni
- Eretmocerus debachi
- Eretmocerus delhiensis
- Eretmocerus dialeurolongae
- Eretmocerus diversiciliatus
- Eretmocerus emiratus
- Eretmocerus eremicus
- Eretmocerus flavus
- Eretmocerus furuhashii
- Eretmocerus gunturiensis
- Eretmocerus haldemani
- Eretmocerus hayati
- Eretmocerus hydrabadensis
- Eretmocerus illinoisensis
- Eretmocerus indicus
- Eretmocerus joeballi
- Eretmocerus lativentris
- Eretmocerus longicornis
- Eretmocerus longipes
- Eretmocerus longiscapus
- Eretmocerus melanoscutus
- Eretmocerus mundus
- Eretmocerus nairobii
- Eretmocerus nativus
- Eretmocerus neobemisiae
- Eretmocerus nikolskajae
- Eretmocerus orientalis
- Eretmocerus pallidus
- Eretmocerus paulistus
- Eretmocerus picketti
- Eretmocerus portoricensis
- Eretmocerus queenslandensis
- Eretmocerus rajasthanicus
- Eretmocerus rosei
- Eretmocerus roseni
- Eretmocerus rui
- Eretmocerus sculpturatus
- Eretmocerus serius
- Eretmocerus silvestrii
- Eretmocerus siphonini
- Eretmocerus staufferi
- Eretmocerus tejanus
- Eretmocerus trialeurodis
- Eretmocerus warrae
- Eretmocerus zippanguiphagus